# Hisashi Owada
Hisashi Owada (小和田 恆 Owada Hisashi?) (18 de septiembre de 1932, Shibata, Prefectura de Niigata, Japón) descendiente del nobiliario clan Owada, es un diplomático japonés y juez de la Corte Internacional de Justicia, ejerciendo como presidente de la misma en el período entre 2009 y 2012, y siendo sucedido en el cargo por el eslovaco Peter Tomka.

## Primeros años y educación
Descendiente del nobiliario clan Owada, tras obtener su licenciatura en artes de la Universidad de Tokio en [1955], asistió a la Universidad de Cambridge en el Reino Unido, donde obtuvo una licenciatura en Derecho en 1956.

## Carrera

### Diplomático
Al término de sus estudios, regresó a Japón y entró de Relaciones Exteriores del país de servicio en 1955, sirviendo en diversos cargos en el Ministerio de Asuntos Exteriores en Tokio y las embajadas de Japón en Rusia y los Estados Unidos. De 1976 a 1978, se desempeñó como Secretario Privado de Takeo Fukuda, el primer ministro del Japón. Se desempeñó como embajador de Japón en la OCDE desde 1988 a 1989 antes de volver al Ministerio de Relaciones Exteriores, donde ocupó el cargo de viceministro, hasta su promoción al Viceministro en 1991 cargo que ocupó hasta 1993. De 1994 a 1998, se desempeñó como Embajador de Japón a la Naciones Unidas, donde se desempeñó hasta su nombramiento a la Corte Internacional de Justicia en 2003. Durante su mandato como embajador ante la ONU, fue el doble de las Naciones Unidas Consejo de Seguridad de Presidente. 
El juez Hisashi Owada fue elegido el presidente japonés de la primera Corte Internacional de Justicia el 6 de febrero de 2009, el mismo día que el juez Peter Tomka fue elegido vicepresidente de la Corte Internacional de Justicia. 
Owada, también sirve como presidente del Instituto Japonés de Asuntos Internacionales y asesor del Ministerio japonés de Asuntos Exteriores. Owada, también sirve como asesor principal del presidente del Banco Mundial.

### Profesor de Derecho
Además de su carrera del Servicio Exterior, Owada, también ha servido como un profesor de derecho durante tres décadas en la Universidad de Tokio, Harvard Law School, New York University Law School, Columbia Law School, la Academia de La Haya de Derecho Internacional, Universidad de Waseda, y la de la Universidad de Cambridge. Además, es miembro de la Junta de Directores de la Nuclear Threat Initiative y de la Junta de Directores de la Fundación de las Naciones Unidas. Ha recibido títulos honoríficos de Keiwa College, Banaras Hindu University, y la Universidad de Waseda. Además, es profesor de Derecho Internacional y la organización de la Universidad de Waseda.

## Princesa Masako
En 1993, su hija mayor, Masako Owada, diplomática, se casó con el Príncipe heredero Naruhito, en la actualidad emperador de Japón. Su hija es la emperatriz consorte de Japón.